# Todos Tus Muertos (álbum)
Todos Tus Muertos es el álbum debut de la banda de reggae punk argentina Todos Tus Muertos, lanzado en 1988. El álbum les dio algunos éxitos necesarios para ser conocidos a mayor escala llevándolos de gira por otros países. 

## Grabación y portada
El álbum fue grabado en los estudios Panda, Buenos Aires, y producido por Carlos 'Mundy' Epifanio. La canción del álbum más famosa es "Gente que No", canción que fue escrita con Jorge Serrano (cuando era parte de la banda). La portada cuenta con los cuatro integrantes del grupo en versión cadavérica (en irónica referencia a las portadas de los viejos discos de soul y al Let It Be de Los Beatles). 

“Este disco fue el del famoso contrato con la RCA, que después lo rescindieron y nos dejaron en la calle. O, mejor dicho, volvimos a la calle. Ellos organizaron una sesión de fotos para la tapa, superprofesional, en el estudio de Andy Cherniavsky. Pero como ella tenía mucho trabajo, la que terminó sacándonos las fotos fue Hilda Lizarazu, que en esa época era su asistente”
Fidel Nadal

En la portada están, de izquierda a derecha, arriba: Cristian y Fidel (con rastas); abajo: Gamexane y Félix. Las fotos de los músicos con una radiografía de cráneo superpuesta. “Parece lo que quedó de Los Beatles después de un tiempo”, dice Félix.

## Lista de canciones
Todas las canciones escritas y compuestas por Felix Gutiérrez, Fidel Nadal y Horacio Villafañe, excepto donde se indique. 
| N.º | Título                                             | Duración |  |
| 1.  | «El Féretro» (Gutiérrez/Nadal)                     | 2:20     |  |
| 2.  | «Demasiados Revueltos»                             | 3:30     |  |
| 3.  | «Diez Segundos de Masacre»                         | 1:55     |  |
| 4.  | «Turbulentas Tinieblas»                            | 1:30     |  |
| 5.  | «¡A Combatir!»                                     | 2:27     |  |
| 6.  | «Dieciocho Horas»                                  | 1:08     |  |
| 7.  | «Días de Escuela» (Gutierrez/Nadal)                | 2:30     |  |
| 8.  | «Gente Que No» (Gutierrez/Nadal/Serrano/Villafañe) | 2:35     |  |
| 9.  | «Armas (Para la paz)»                              | 5:15     |  |
| 10. | «No Más Apartheid»                                 | 3:20     |  |
| 11. | «Viejos de Mierda» (Gutierrez/Villafañe)           | 1:25     |  |
| 12. | «Más Bajo que tu Status» (Villafañe)               | 3:18     |  |
| 13. | «Tango Traidor» (Gutierrez/Serrano)                | 3:41     |  |

## Personal
Músicos
- Fidel Nadal - Voz líder y kalimba.
- Horacio "Gamexane" Villafañe - Guitarra, coros. Segunda voz en "Más Bajo que tu Status".
- Félix Gutierrez - Bajo, coros. Voz líder en "Viejos de M...".
- Cristian Ruiz - Batería.

Invitados
- David Wrocklavsky - Teclados.
- Sergio Rotman - Saxofón.

## Colaboradores
- Walter Chacon - Ingeniero.
- Felix Gutierrez y Andy Cherniavsky - Fotografía.
- Mundy Epifanio - Productor ejecutivo.
- Horacio "Gamexane" Villafañe - Productor.